# Wikingerburg
Als Wikingerburg oder Trelleborg werden mehrere kreisförmige Anlagen in Dänemark und Schonen  bezeichnet, die teilweise mit Hilfe der Dendrochronologie in die Regierungszeit Harald Blauzahns und Sven Gabelbarts datiert werden.
Die Burgen vom Trelleborg-Typ wurden nach der zuerst gefundenen Anlage, der Trelleborg nahe Slagelse, benannt, die zwischen 1936 und 1941 ausgegraben wurde. Die sogenannten Trelleborge werden wegen ihres geometrischen Aufbaus nicht ganz zutreffend als Ringburgen bezeichnet. Sie unterscheiden sich jedoch von anderen nordischen Anlagen wie den  schwedischen Fornborgar (vgl. Burgen auf Öland), die oft radiale Einbauten haben. Technisch gesehen gehören die „Ringburgen“ der Wikinger zu den Wallburgen, von denen sie sich jedoch durch ihre exakte Geometrie abgrenzen.
Die Wikingerburgen Aggersborg, Fyrkat, Nonnebakken, Trelleborg und Borrering wurden im Jahr 2023 in die Liste des UNESCO-Welterbes aufgenommen.

## Wikingerzeitliche Ringburgen

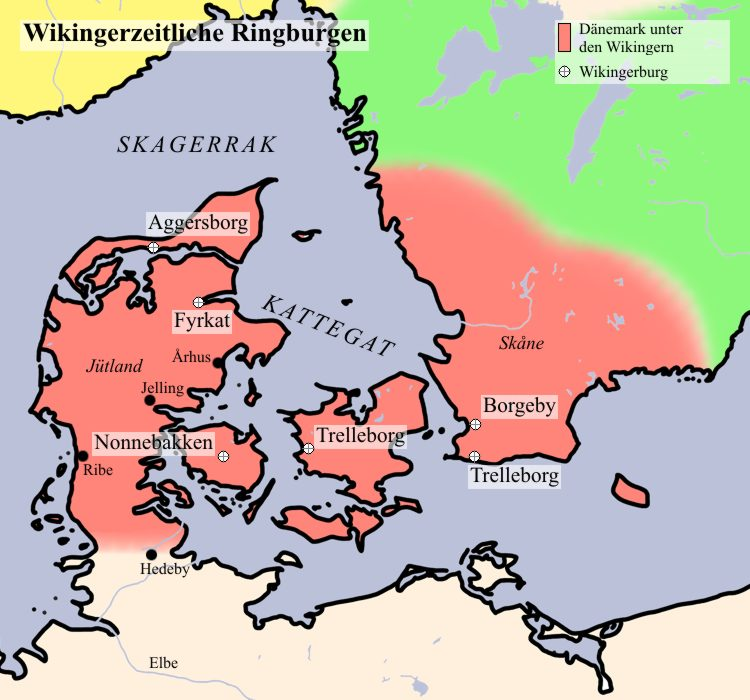
Lage der wikingerzeitlichen Ringburgen, noch ohne Borrering.

Dem Trelleborg-Typ zugerechnet und in die Welterbeliste aufgenommen sind:
- Aggersborg am Limfjord, Dänemark.
- Borrering nahe Køge, Seeland, Dänemark.
- Fyrkat nahe Hobro, Dänemark.
- Nonnebakken in Odense, Dänemark.
- Trelleborg nahe Slagelse, Dänemark.

Ähnliche Burgen, die aber nicht zum Trelleborg-Typ gerechnet werden, sind:
- Trelleborg, in Trelleborg, Schonen, in Schweden.
- Borgeby nördlich von Lund in der Nähe des Lödde å, Schonen.
- 2002 wurde die Ringburg von Lyby in einem Ortsteil von Rygge in Østfold, Südost–Norwegen, gefunden. Es handelt sich um eine ringförmige Formation, die einstweilen als wikingerzeitliche Ringburg interpretiert wird.

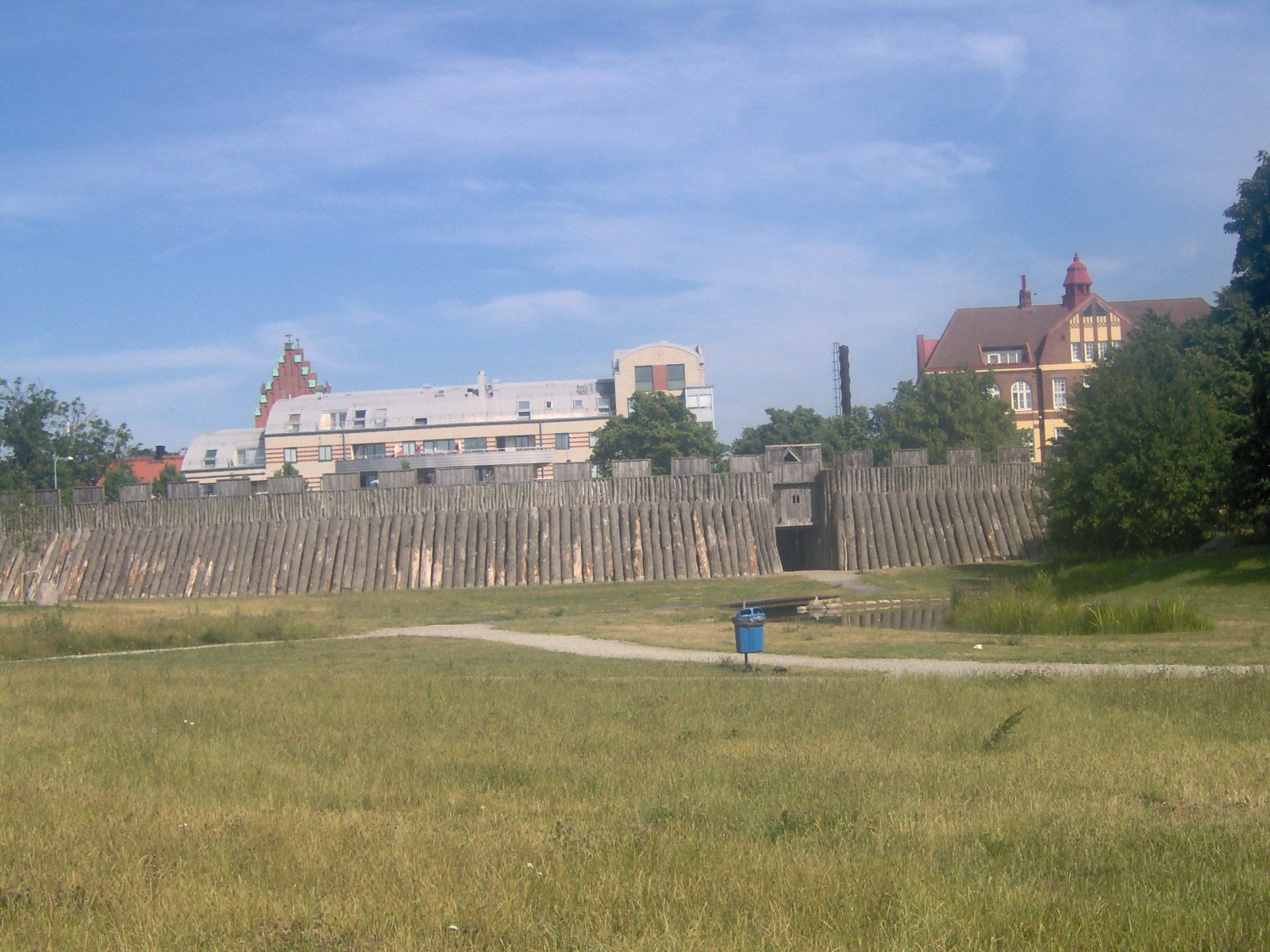
Rekonstruierte Trelleborg in Schweden

Borgeby und Trelleborg in Schonen werden von der Wissenschaft nicht als echte Ringburgen angesehen. Borgeby wird im Reallexikon der Germanischen Altertumskunde nicht einmal erwähnt. Bei der Trelleborg in Schonen fehlt jede innere Bebauung, der Wall war einfach und der Graben war nicht V-förmig, sondern trogförmig (Lit.: Roesdahl). Bei den Burgen Borgeby, Trelleborg in Schonen und Trelleborg auf Sjælland sind mehreren Bauphasen nachweisbar, dagegen wurden Aggersborg und Nonnebakken sofort in ihrer endgültigen Form nach einem fertigen Grundkonzept gebaut. Wer die Vorläuferburgen der in mehreren Phasen gebauten Ringanlagen gebaut hat, ist ungewiss.

## Etymologie des Namens Trelleborg
Zum Namen „Trelleborg“ gibt es zwei verschiedene Deutungen:
1. Traditionell wurde der Name Trelleborg als eine von Sklaven erbaute Befestigung erklärt (das dänische Wort für Sklave ist træl, von altwestnordisch þræll).
2. Andererseits könnte der Namen von der Bauart herführen. Die gespaltenen Balken, die zur Verkleidung der Innen- und Außenwände der kreisförmigen, in Stabbautechnik gebauten Wallanlage wurden früher als treller bezeichnet.[3] Damit würde der Name etwa „Balkenburg“ lauten.

## Vergleich der einzelnen Ringburgen
| Name                          | Innerer Durchmesser | Wallbreite | Anzahl der Häuser | Länge der Häuser | Datierung       |
| ----------------------------- | ------------------- | ---------- | ----------------- | ---------------- | --------------- |
| Aggersborg (DK)               | 240 m               | 11 m       | 48                | 32,0 m           |                 |
| Fyrkat (DK)                   | 120 m               | 13 m       | 16                | 28,5 m           | um 980(d)       |
| Borrering (DK)                | 122 m               | ca. 11 m   |                   |                  |                 |
| Nonnebakken in Odense (DK)    | 120 m               |            |                   |                  |                 |
| Trelleborg nahe Slagelse (DK) | 136 m               | 19 m       | 16                | 29,4 m           | um 980(d)       |
| Lyby (N)                      | 140 m               | 12–13 m    |                   |                  | 10. Jahrhundert |
| Borgeby (S)                   | 150 m               | 15 m       |                   |                  |                 |
| Trelleborg in Trelleborg (S)  | 125 m               |            |                   |                  | um 980(c14)     |

Rundburgen wie der Troldborg Ring bei Vejle, der Hagenshøj, nördlich von Skive die Kajborg auf Alsen und der Schmölwall (Smøl Vold) nördlich von Broager wurden bereits in der Eisenzeit errichtet. Sie sind viel kleiner als die späteren Wikingerburgen, aber es ist interessant, dass Ringburgen in Dänemark schon früh Tradition haben.
Direkte Vorbilder dieser großen Ringburgen hat man in Europa nicht gefunden. An der Nordseeküste von Nordfrankreich über Belgien bis in die südlichen Niederlande befinden sich ähnliche Anlagen. Bisher glaubt man, diese „Ringwallburgen“ in Frankreich in Saint-Omer, Brokburg, Bergues (Sint-Winoksbergen), in Belgien in Veurne, Oudenburg, Brügge und in der niederländischen Provinz Zeeland in Oostburg, Oost-Souburg, Middelburg, Domburg und Burgh nachweisen zu können. 
Die Anlage von Oost-Souburg auf der Insel (heute Halbinsel) Walcheren an der Scheldemündung hat zwar eine ähnliche Größe, ist im Inneren aber anders, vor allem nicht so regelmäßig angelegt. Sie ist heute teilweise rekonstruiert und kann besichtigt werden.
Man ist sich darüber einig, dass die Anlagen von einem König errichtet worden sind. Den ältesten bekannten Königsburgen war nur eine kurze Bestandszeit beschieden. Aus dem 11. Jahrhundert sind in Dänemark weder Königs- noch Adelsburgen bekannt. Die strenge geometrische Figur wurde unter dem Eindruck der Jómsvikinga Saga aus der Zeit um 1200 mit militärischer Disziplin in Verbindung gebracht. Die dem entgegenstehende vielschichtige und auch zivile Nutzung der Häuser kann durchaus einer Zeit entstammen, als der militärische Zweck bereits aufgegeben war.

## Deutung
Im Laufe der Zeit wurden vier Deutungsrichtungen mit wissenschaftlichem Anspruch entwickelt, die auch in Varianten vertreten wurden.
1. Kasernen und Winterlager in Verbindung mit der Eroberung Englands durch Knut den Großen 1013 und 1016. Hintergrund für diese Auffassung war, dass man die Königsmacht und die Gesellschaft der Wikingerzeit für primitiv hielt. Das Danegeld sollte die Errichtung der Anlagen finanziert haben. Der Zweck sei die Eroberung und Plünderung Englands gewesen. Diese Theorie wird heute schon aus chronologischen Gründen nicht mehr vertreten.
2. Verteidigungsanlagen gegen äußere Feinde, insbesondere aus dem Norden und aus dem Süden. Diese Theorie stützt sich auf die Lage der Burgen im Norden und Osten Dänemarks und zwar dort, wo es keine anderen Befestigungsanlagen gab. Außerdem gebe es Parallelen in anderen Ländern, die diesen Zweck nahelegten. Die militärischen Konfrontationen mit Norwegern, Schweden, Deutschen und Slawen gäben Grund genug.
3. Burgen im Zuge der Reichseinigung. Diese Theorie entstand ebenfalls vor der dendrochronologischen Datierung. Sie stützte sich auf die Aussage Harald Blauzahns auf einem Jellingstein, dass er ganz Dänemark erobert habe. Dazu passte ihre Lage weit weg vom Meer, aber nahe bei wichtigen Straßenverbindungen. Als Variante wird noch vermutet, es handele sich um Prestige-Anlagen Haralds und um politische Machtzentren.
4. Zwingburgen, deren Hauptzweck die Bekämpfung der Unruhen, die im Aufstand Sven Gabelbarts gegen seinen Vater ihren Höhepunkt erreichten. Den Hintergrund dieser Theorien bildet die präzisere dendrochronologische Datierung in die späte Regierungszeit Harald Blauzahns.
5. Eine neue Deutung bietet sich an, seit in Jelling ein Komplex mit Langhausbauten des Trelleborgtyps entdeckt wurde, der als Herrschaftssitz Harald Blauzahns angesehen wird. Dies führt zu der Überlegung, ob es sich bei den anderen Wikingerburgen möglicherweise auch um Königspfalzen handelt.[4]